# Natale Ricci
Natale Ricci  (* 25. Dezember 1677 in Fermo; † 14. Mai 1754 ebenda) war ein italienischer Maler des Hochbarock, der im 18. Jahrhundert in Italien arbeitete.

## Biographie
Natale Ricci stammte aus einer Künstlerdynastie, die fast zwei Jahrhunderte lang in Fermo im Dienste des niederen lokalen Adels und vor allem kirchlicher Kunden tätig war. Natale, Sohn des Malers Alessandro (1749–1829), war ein Schüler von Carlo Maratta. In seiner Heimatstadt arbeitete er in der sehr aktiven Werkstatt seines Bruders Ubaldo (1669–1732), war jedoch mit seiner Arbeit sehr unzufrieden.
Sein Sohn Filippo (1715–1793) studierte in Bologna bei Donato Creti und später in Rom bei Corrado Giaquinto.